# Шрами
«Шрами» — іспанський гостросюжетний фільм режисера  Серхі Візкайно, світова прем'єра якого відбулася 9 грудня 2011 року.

## Зміст
Шестеро студентів медичного інституту вирушають у покинуту мережу печер, де, за легендою, досі блукає привид померлого лікаря. Молоді люди впевнені, що зустрічі з паранормальним у наш сучасний вік – не більше, ніж гра уяви. Та й експедиція організована виключно заради дослідження міфів про людську підсвідомість. Однак, опинившись у печерах, мандрівники несподівано починають гинути один за іншим найстрашнішими способами.

## Ролі
| Актор                 | Роль             |
| --------------------- | ---------------- |
| Амайя Саламанка       | Анджела          |
| Максі Іглесіас        | Хосе             |
| Луїс Фернандес        | Карлос           |
| Урсула Корберо        | Белен            |
| Оскар Сінела          | Тоні             |
| Альба Рибас           | Діана            |
| Мануель Де Блас       | доктор Матарга   |
| Мігель Анхель Дженнер | професор Фуентес |